# 노심

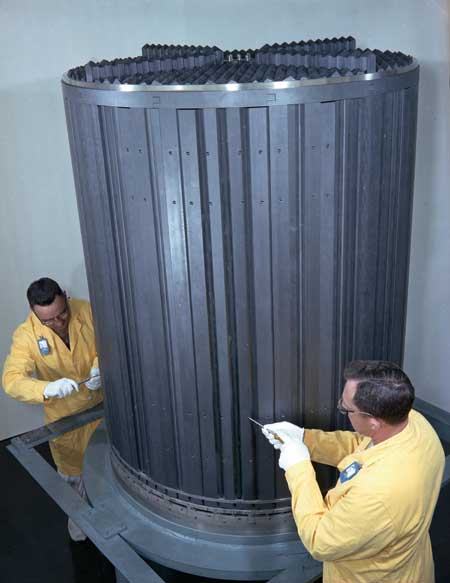
흑연 몰텐-살트 원자로 실험 노심

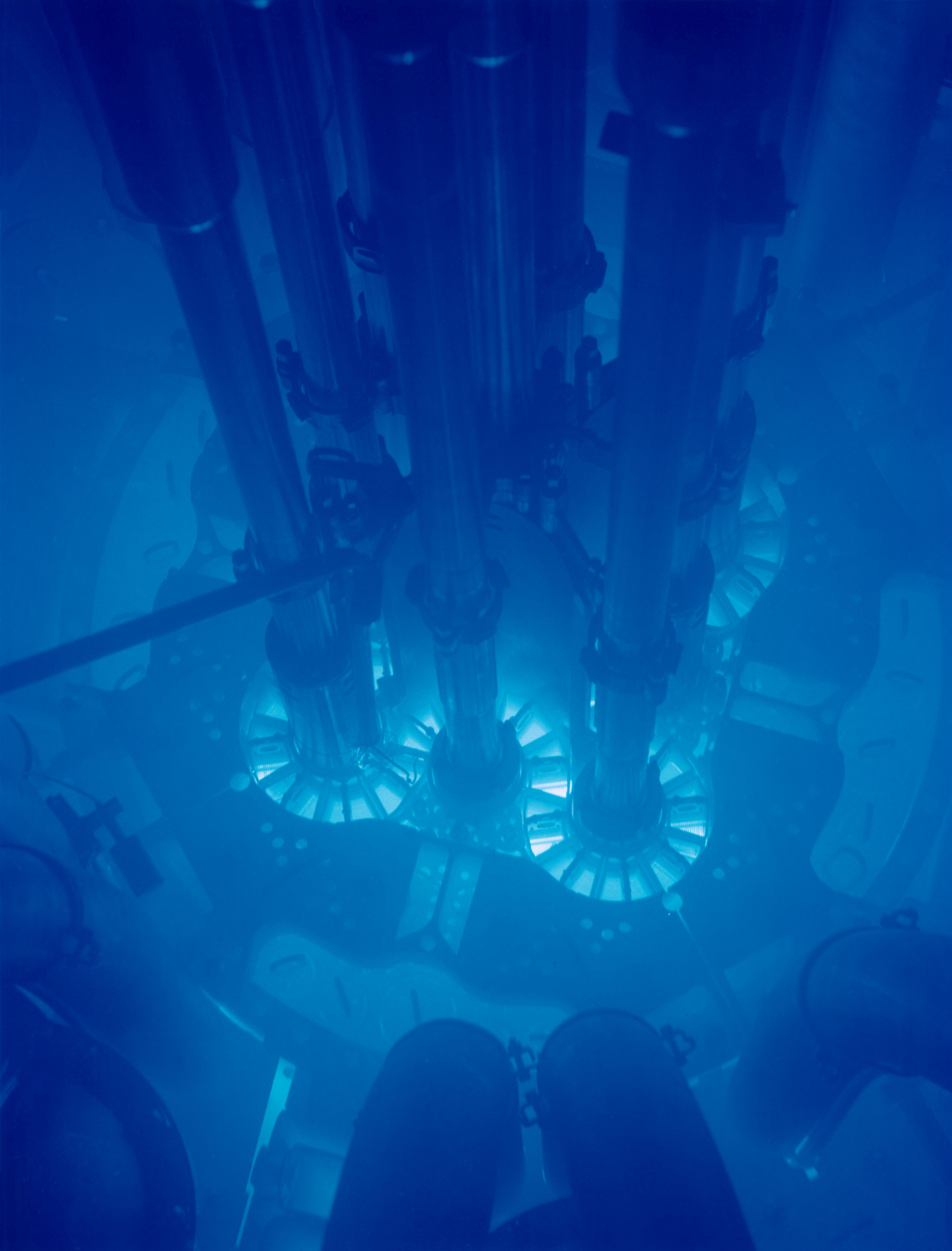
아이다호 국립 연구소 첨단 실험용 노심(수중 냉각 중) - 밝은 녹색으로 빛나는 연료판

노심(爐心, 영어: nuclear reactor core)은 원자로의 핵연료를 담고 있어, 핵분열을 통해 열을 생산하는 부분으로, 핵분열 시 생성된 중성자의 감속 및 흡수, 핵분열생성물의 처리, 핵분열로 발생한 열의 전달 및 제거가 일어나는 곳이다. 노심 안에는 핵연료와 제어봉이 있으며, 중성자 감속재가 있다. 만약 냉각재 상실사고같은 중대사고가 발생해 노심에 핵분열로 생긴 열이 쌓일 경우 노심용융라는 최악의 경우가 발생할 수도 있다.

## 종류
노심의 구성재나 형태는 원자로의 종류에 따라 각기 다르다. 원자로는 일반적으로 핵분열을 주도하는 중성자의 종류에 따라 고속로와 열중성자로로 분류되는데, 고속로는 초기 핵분열 시 발생하는 고속중성자를 그대로 연쇄핵분열에 활용하는 방식이고, 열중성자로는 고속중성자를 우라늄 핵분열에 유리한 열중성자로 바꾼 후 연쇄핵분열을 일으키는 방식이다. 여기서 고속중성자를 열중성자로 바꿔 주는 물질이 감속재이다. 
원자로의 종류에 따라 감속재도 각기 다른 물질을 사용하는데, 농축우라늄을 핵연료로 쓰는 가압경수로에서는 일반적인 물(H2O)을 사용하며, 천연우라늄을 핵연료로 쓰는 중수로에서는 중수(D2O, 물을 구성하는 수소의 종류가 질량수 1인 경수소원자가 아니라 질량수 2인 중수소원자로 구성됨)를 사용한다. 또한 흑연로에서는 흑연을 사용하고, 고속로에서는 아예 감속재를 사용하지 않는다.
냉각재는 핵분열 시 발생한 열을 흡수해 발전기의 터빈으로 전달함으로써 터빈이 돌아가게 만들어 전기를 생산하도록 한다. 경수로나 중수로에서는 일반적으로 쓰는 물을 냉각재로 사용하며, 흑연로에서는 주로 가스를, 고속로에서는 소듐(Na)이나 납(Pb) 등의 액체 금속을 냉각재로 사용한다. 다만, 경수로에서는 냉각재에 히드라진(Hydrazine)을 섞어 냉각수 산도(pH)를 조절하며, 붕산을 섞어 중성자를 추가로 흡수하도록 한다.
제어봉은 원자로의 핵분열 속도를 제어하기 위한 것으로, 카드뮴(Cd), 인듐(In), 은(Ag), 붕소(B) 등 중성자 흡수 능력이 큰 물질들을 주로 사용한다. 사용 목적에 따라 원자로의 운전을 정지시킬 때 필요한 정지봉(shut-down rod), 원자로의 출력을 제어하는 데 필요한 출력제어봉(regulating rod), 부하추종운전(load follow operation)을 위해 세부적인 출력 조절에 필요한 회색봉(gray rod) 등이 있다.
가연성독물봉(burnable poison rod)은 원자로의 초기 핵분열 단계에서 과도하게 발생하는 중성자를 흡수하기 위한 것으로, 중성자 흡수능이 큰 물질인 붕소(B)나 가돌리늄(Gd), 어비움(Erbium) 등이 주로 쓰인다. 원자로의 수직방향이나 수평방향으로 불균형하게 발생하는 출력의 평탄화, 혹은 연소 시 국부출력들의 평탄화를 위해 사용한다. 냉각수에 붕산을 섞는 것도 노심이 장기간 연소되도록 보완한 것이다.
원자력 발전소에서는 이처럼 각 원자로의 노심 특성에 따라 다양한 구성재들을 서로 보완하여 사용하면서 조금이라도 더 안전하고 효율적인 노심을 만들기 위해 노력하고 있다.

### 경수/중수 감속 원자로
가압수형 원자로 또는 비등수형 원자로의 내부에는 노심 내부에 있는 다른 구조물로는 제어봉이 있는데, 그 내부는 중성자를 쉽게 잡아둘 수 있는 붕소나 하프늄, 카드뮴 같은 물질들의 펠렛으로 채워진다. 제어봉은 노심으로 삽입되면 중성자를 흡수하여 연쇄반응을 하지 못하게 하며, 제어봉을 인출시 더 많은 중성자들이 핵분열성 우라늄-235(U235)나 [[플루토늄-239](Pu239)의 핵에 부딪혀, 연쇄 반응은 격렬해진다. 핵분열 반응으로 발생하는 열은 주변의 경수나 중수에 의해 제거되는데, 경수나 중수는 중성자 반응을 완화시킨다. 단, 경수의 경우 중수보다 중성자 흡수율이 높기에 우라늄의 농축도가 더 높은 농축 우라늄이 꼭 필요하다.

### 흑연 감속 원자로
중성자 감속제로 흑연을 사용하는 형태로 감속재로 흑연을 사용하고, 냉각재로 물을 사용하는 RBMK와 마그녹스, 개량 가스냉각로와 같은 흑연을 감속재와 반사재로 사용하는 경우가 있다. 흑연의 경우 높은 온도에서 잘 버티는 특성과 더불어 강도도 높으며, 원자로의 출력변동도 낮은 특징이 있어, 4세대 원자로의 감속재로 각광받고 있다.
또한 몇몇 실험중에 있는 원자로의 감속재로 쓰이기도 하는데, 페블베드 원자로와 더불어 용융염 원자로가 그것이다.

### 고속 중성자로
감속재가 없는 고속 중성자로의 경우, 원자로 노심안에는 핵물질과 더불어 제어봉, 그리고 블랭킷연료(핵변환 시켜 연료로 만들기 위해 넣는 연료)로 구성된다.

## 같이 보기
- 노심 용융
- 원자력